# Kronologija evolucijske povijesti života
Nemojte zamijeniti s poviješću evolucijske misli.
Ovo je članak o evoluciji svega života na Zemlji. Za evoluciju čovjeka vidi kronologiju evolucije čovjeka. Za detaljniji i iscrpniji obuhvat vidi evolucijsku povijest života.
Kronologija evolucije života predstavlja trenutačnu znanstvenu teoriju koja ocrtava glavne događaje u razvoju života na planetu Zemlji. U biologiji je evolucija svaka promjena u heritabilnim karakteristikama bioloških populacija tijekom sukcesivnih generacija. Evolucijski su procesi proizveli raznolikost na svakoj razini biološke organizacije, od carstava do vrsta i individualnih organizama i molekula poput DNA i proteina. Sličnosti između svih današnjih organizama ukazuju na postojanje zajedničkog pretka od kojeg su sve poznate vrste, žive i izumrle, nastale procesom evolucije.
Datumi prikazani u ovom članku procjene su utemeljene na znanstvenom dokazu.

## Osnovna kronologija
U svojem 4,6 milijarda godina dugom kruženju oko Sunca Zemlja je utočište rastućoj raznolikosti životnih oblika, a na njoj žive:
- u posljednjih 3,6 milijarda godina, jednostavne stanice (prokarioti)
- u posljednje 3,4 milijarde godina, cijanobakterije koje vrše fotosintezu
- u posljednje 2 milijarde godina, kompleksne stanice (eukarioti)
- u posljednjoj 1 milijardi godina, mnogostanični život
- u posljednjih 600 milijuna godina, jednostavne životinje
- u posljednjih 550 milijuna godina, bilateralno simetrične životinje, životinje s prednjim i stražnjim krajem
- u posljednjih 500 milijuna godina, ribe i pravodozemci
- u posljednjih 475 milijuna godina, kopnene biljke
- u posljednjih 400 milijuna godina, kukci i sjeme
- u posljednjih 360 milijuna godina, vodozemci
- u posljednjih 300 milijuna godina, gmazovi
- u posljednjih 200 milijuna godina, sisavci
- u posljednjih 150 milijuna godina, ptice
- u posljednjih 130 milijuna godina, cvjetovi
- u posljednjih 60 milijuna godina, primati
- u posljednjih 20 milijuna godina, porodica Hominidae (veliki čovjekoliki majmuni)
- u posljednjih 2,5 milijuna godina, rod Homo (preteče ljudi)
- u posljednjih 200.000 godina, anatomski moderni ljudi.

Periodična izumiranja privremeno su reducirala raznolikost čime su eliminirani:
- prije 2,4 milijarde godina, mnogi obligatni anaerobi, u velikoj oksigenaciji
- prije 252 milijarde godina, trilobiti, u permsko-trijasnom masovnom izumiranju
- prije 66 milijuna godina, pterosauri i neptičji dinosauri, u kredsko-paleogenskom masovnom izumiranju

Datumi su aproksimativni.

## Više informacija
- evolucijska povijest biljaka
- masovno izumiranje
- geološka vremenska ljestvica
- povijest Zemlje
- povijest prirode (prirodoslovlje)
- sociokulturna evolucija
- kronologija evolucije čovjeka
- kronologija povijesti prirode
- kronologija evolucije biljaka

## Preporučena literatura
- Priča o predcima Richarda Dawkinsa, za popis predaka zajedničkih ljudima i ostalim živućim vrstama

## Vanjske poveznice
- Berkeley Evolution
- Evolution Timeline
- Tree of Life Web Project  Arhivirana inačica izvorne stranice od 11. rujna 2012. (Wayback Machine) - interaktivno istraži cijelo filogenetsko drvo
- A more compact timeline na TalkOrigins Archiveu
- Palaeos - The Trace of Life on Earth
- John Kyrk's Timeline from Big Bang to present  Arhivirana inačica izvorne stranice od 3. rujna 2014. (Wayback Machine)
- University of Waikato - Sequence of Plant Evolution  Arhivirana inačica izvorne stranice od 28. srpnja 2012. (Wayback Machine)
- University of Waikato - Sequence of Animal Evolution  Arhivirana inačica izvorne stranice od 27. lipnja 2016. (Wayback Machine)
- Graphical Timeline of evolution  Arhivirana inačica izvorne stranice od 21. veljače 2021. (Wayback Machine)
- History of Life on Earth
- Exploring Time  Arhivirana inačica izvorne stranice od 21. veljače 2015. (Wayback Machine) od Planckova vremena do životne dobi svemira
- Interactive Plant Evolution Timeline  Arhivirana inačica izvorne stranice od 20. listopada 2008. (Wayback Machine) - University of Cambridge Ensemble Project